# Give It Up (Steve Miller Band)
Give It Up is een nummer  van de Amerikaanse rockband Steve Miller Band. Het is de vierde single van hun twaalfde studioalbum Abracadabra.
"Give It Up" is een vrolijk, uptempo nummer dat gaat over een jongen die verlangt naar de liefde van zijn meisje. Het nummer werd een klein succesje in de Verenigde Staten, waar het de 60e positie behaalde in de Billboard Hot 100. Daarbuiten werd de plaat geen hit.

## Tracklijst
- 7"

1. "Give It Up" - 3:35
2. "Rock'n Me" - 3:08